# Jyrki Kasvi
Jyrki Jouko Juhani Kasvi, född 6 januari 1964 i Pyttis i Kymmenedalen, död 16 november 2021, var en finländsk politiker. Han var ledamot av Finlands riksdag 2003–2011 och 2015–2019, där han representerade Gröna förbundet som invald för Esbo i Nylands valkrets. 
Kasvi var teknologie doktor och innan han blev vald till riksdagen år 2003 arbetade han som forskare vid Tekniska Högskolan i Esbo. Han har också skrivit många böcker om datorer och informationssamhälle.
Kasvi är också viceordförande for IPAIT, International Parliamentarians' Association for Information Technology.